# International Model of the Year
International Model of the Year je mezinárodní soutěž krásy.

## Vedlejší tituly
- Miss Photogenic
- Best in Catwalk
- Best in Swimwear
- Miss Friendship
- Most Promising Model
- Best in Evening Wear – titul udělovaný pouze v roce 2005
- Best in National Costume – titul udělovaný v roce 2005, 2006

## Vítězky soutěže
| rok  | vítězka          | Země     | I. vicemiss      | II. vicemiss     | III. vicemiss     | IV. vicemiss            | Česká reprezentantka |
| ---- | ---------------- | -------- | ---------------- | ---------------- | ----------------- | ----------------------- | -------------------- |
| 2005 | Bridget Inoferio | Filipíny | Yuan Yuan        | Júlia Liptáková  | –                 | –                       | Anna Jeglová         |
| 2006 | Laura Korgemae   | Estonsko | Manette Mercado  | Snezana Buskovic | Yean Myung Sook   | Ana Zotovic             | Eva Vašková          |
| 2007 | Samantha Tajik   | Kanada   | Nawanun Anoma    | Magda Trusow     | Fanny Samaniego   | Paniagua Viales Leonela | neúčast              |
| 2009 | Simona Bitiusca  | Rumunsko | Natalie Sangster | Šárka Cojocarová | Whulandary Herman | Monica Lin              | Šárka Cojocarová     |

## Úspěchy českých dívek
| Ročník                               | jméno a příjmení | umístění          |
| ------------------------------------ | ---------------- | ----------------- |
| International Model of the Year 2006 | Eva Vašková      | TOP 10 (8. místo) |
| International Model of the Year 2009 | Šárka Cojocarová | II. vicemiss      |

### Vedlejší tituly
| Ročník                               | jméno a příjmení | umístění                      |
| ------------------------------------ | ---------------- | ----------------------------- |
| International Model of the Year 2006 | Eva Vašková      | Miss Photogenic – I. vicemiss |